# Alopecosa xinjiangensis
Alopecosa xinjiangensis este o specie de păianjeni din genul Alopecosa, familia Lycosidae, descrisă de Hu și Wu, 1989. Conform Catalogue of Life specia Alopecosa xinjiangensis nu are subspecii cunoscute.